# آنگوس گروم
آنگوس گروم (انگلیسی: Angus Groom؛ زادهٔ ۱۶ ژوئن ۱۹۹۲) قایقران روئینگ اهل بریتانیا است.
وی در مسابقات کشوری و بین‌المللی در مجموع برندهٔ ۱ مدال نقره، ۱ مدال برنز شده‌است.